# Jim Martin (polityk)
Jim Martin, właśc. James Francis Martin (ur. 22 sierpnia 1945 w Atlancie) – amerykański polityk, członek Partii Demokratycznej. W latach 1983–2001 był posłem do parlamentu stanu Georgia. W 2006 kandydował w wyborach na wicegubernatora stanu Georgia, ale przegrał. W 2008 kandydował w wyborach do Senatu USA, które odbyły się 4 listopada 2008. Jego przeciwnikiem z Partii Republikańskiej był urzędujący senator Saxby Chambliss. Jim Martin przegrał, zdobywając 46,8% głosów.